# 소주고개로
소주고개로(Sojugogae-ro)는 강원특별자치도 춘천시 남면 발산교차로에서 춘천시 남산면 을 잇는 도로이다.

## 주요 경유지
강원특별자치도
- 춘천시 (남면 . 남산면)

## 노선
| 이름         | 접속 노선 | 소재지 | 소재지     | 비고 |
| ------------ | --------- | ------ | ---------- | ---- |
| 발산 교차로  | 충효로    | 춘천시 | 남면       |      |
| 발산교       |           | 춘천시 | 남면       |      |
| 후동3 교차로 |           | 춘천시 | 남면       |      |
| 후동2 교차로 |           | 춘천시 | 남면       |      |
| 후동1 교차로 |           | 춘천시 | 남면       |      |
| 소주교       |           | 춘천시 | 남면       |      |
| 소주터널     |           | 춘천시 | 남면       |      |
|              | 남산면    | 춘천시 | 연장 753m  |      |
| 소주 교차로  | 남산면    | 춘천시 |            |      |
| 창촌2교      | 남산면    | 춘천시 |            |      |
| 거곡 교차로  | 남산면    | 춘천시 | 주곡고개길 |      |
| 창촌3 교차로 | 남산면    | 춘천시 |            |      |
| 창촌교       | 남산면    | 춘천시 |            |      |
| 창촌삼거리   | 남산면    | 춘천시 | 한치로     |      |